# آی‌ان‌اس کرشورا (اس۲۰)
آی‌ان‌اس کرشورا (اس۲۰) (به انگلیسی: INS Kursura (S20)) یک زیردریایی است که طول آن ۹۱٫۳ متر (۲۹۹ فوت ۶ اینچ) می‌باشد. این زیردریایی در سال ۱۹۶۹ ساخته شد.